# UA:Perschyj
UA:Perschyj (ehemals Perschyj Nazionalnyj) ist der Fernsehkanal der Nazionalna Suspilna Teleradiokompanija Ukrajiny, der öffentlich-rechtlichen Rundfunkgesellschaft der Ukraine.

## Geschichtliche Entwicklung
Die Station wurde im Rahmen der ukrainischen staatlichen Fernseh- und Rundfunkgesellschaft der ukrainischen Sowjetrepublik im Jahr 1965 gegründet.
Als Gründungsdatum wird der 1. Februar 1939 angesehen. Zu diesem Datum erfolgte die erste offizielle Übertragung aus Kiew, indem mit einer Dauer von 40 Minuten das Porträt des Arztes und Politikers Grigori Konstantinowitsch Ordschonikidse gezeigt wurde.
Am 6. November 1951 nahm das Fernsehzentrum Kiew seinen Betrieb auf und übertrug den Film „The Great Glow“. 5 Jahre später wurde regelmäßig aus den Kiewer Fernsehstudios gesendet.
Vom 1. September 1964 bis zum 25. Dezember 1991 stand mit der Sendung На добранiч, дiти! (Gute Nacht, Kinder!) ein regelmäßiger Schwerpunkt für die junge Generation auf dem Programm. Die Show orientierte sich an der Reihe Goodnight, Kids! und wurde von unter anderem von Vitaliy Belonozhko moderiert. Zu seinem Repertoire zählte das Wiegenlied Warmly Sonechka Sidє, das er auf Ukrainisch vortrug.
Am 20. Januar 1965 wurde der Beginn des einheitlichen Fernsehprogramms der ukrainischen Unionsrepublik symbolisiert, in dem auf den Fernsehbildschirmen in Großbuchstaben der Schriftzug „UR“ eingeblendet wurde. Im selben Jahr betrug das Sendevolumen mehr als 200 Stunden.
Seit 1969 wird in Farbe übertragen. Am 6. März 1972 begann in der Ukraine eine Sendung mit zwei Sendungen gleichzeitig.
Eine eingeblendete Uhr zeigte auf einem Ziffernblatt die Uhrzeiten 3, 6, 9 und 12 Uhr an. In der Mitte des Ziffernblattes befanden sich in Großbuchstaben der Schriftzug „UT“. Bis 1977 wurde das Ziffernblatt in Blau dargestellt. Am 7. November 1977 änderte sich zum 60. Jahrestag der Oktoberrevolution die Farbe in Rot, was seitdem an allen Feiertagen sowie seit 1979 zusätzlich an Sonntagen beibehalten wurde.
Von 1979 bis 1991 wurde die Nachrichtensendung „Aktuelle Kamera“ täglich um 19 Uhr ausgestrahlt. Die Moderation wurde von einer Frau und einem Mann übernommen. Thematisch wurde das industrielle, landwirtschaftliche, soziale und kulturelle Leben der Ukraine behandelt. Der erste ausführliche Bericht am 12. Mai 1986 thematisierte die Folgen der Nuklearkatastrophe von Tschernobyl.
Von Januar 1990 bis Dezember 1991 verschob sich der Sendebeginn der „Aktuellen kamera“ auf 20 Uhr, bis sie durch „Dnipro“ und später durch die „Ukrainischen Fernsehnachrichten“ und „Russische Ukrainische Nachrichten“ ersetzt wurde.
1992 erfolgte die Umbenennung des Senders in УТ-1 (UT-1).
1995 trat der Sender der NTU bei. UT-1 ging ab dem 3. September 1995 bis zum 31. Dezember 1996 abends auf Sendung. Es folgten dann die Tagessendungen von Studio 1 + 1. Das Programm umfasste ausländische und ukrainische Filme und Serien sowie Eigenproduktionen wie Pislyamova.
Mit dem 7. Februar 1998 erfolgte eine erneute Umbenennung in „Первый национальный“ (Erstes Nationales).
2002 begannen die ersten internationalen Übertragungen via Satellit.
Am 7. April 2015 änderte der Kanal neben dem Logo und dem Konzept auch den Namen in „UA: Первый“ (UA:Erster) und wurde zu einem öffentlich-rechtlichen Sender. Diese Neuerung wurde vom Ministerpräsidenten Arsenij Jazenjuk sowie dem ukrainischen Präsidenten Petro Poroschenko präsentiert. Das vom ukrainischen Parlament Werchowna Rada verabschiedete Gesetz wurde am 19. März 2015 von Poroschenko und Jazenjuk unterzeichnet.
Seit dem 11. Dezember 2017 strahlen die öffentlich-rechtlichen Rundfunkstationen „UA:First“, „UA:Culture“ und „UA:Crimea“ im Breitbildformat 16:9 aus.
Der Generalproduzent Nikolai Kovaltschuk gab im Oktober 2018 bekannt, dass eine erneute Umbenennung des Senders geplant ist. Der NOTU-Plan für 2019 sah vor, dass im Juli 2019 die Marketingstrategie UA:First umgesetzt wird und im August der Sender UA:First in Public (Ukrainian Suspіlne) erfolgt. Es wurde für diesen Kanal ohne weitere inhaltliche Informationen eine neue Staffel angekündigt. Im Oktober 2019 startete eine Werbekampagne für den Namen des neuen Senders. Zudem wurden etwa zum gleichen Zeitpunkt die Sender auf HD-Fernsehen umgeschaltet.

## Marktanteile
Zwischen 2004 und 2008 bewegten sich die Marktanteile zwischen 1,8 % und 2,8 %. 2006 belegten sie damit den 9. und 2008 den 10. Platz der in der Ukraine ausgestrahlten Sender.

## Sendezeiten
Der Sender überträgt erst seit August 2017 ein durchgehendes Programm.
Bis zum 23. Dezember 2001 wurde wochentags ab 6:00 und am Wochenende ab 7:30 Uhr jeweils bis nach Mitternacht gesendet.
Ab dem 24. Dezember 2001 teilte sich der Kanal den Sendeplatz mit dem Sender „Era“. Dieser sendete von 6 bis 9 Uhr und von 23:00 bis 1:18 Uhr. Der Erste Nationale Kanal sendete somit von 9:00 bis 23:00 Uhr. Zudem gab es bis zum Herbst 2002 an den Wochentagen eine bis zu zweistündige Tagespause, und der Sender begann sein Programm erst um 15 Uhr.
Vom 21. Oktober 2002 bis zum 31. Juli 2003 wurde das Programm im Zeitraum von 9:00 bis 17:00 Uhr sowie von 19:00 bis 23:00 Uhr von der staatlichen Rundfunkgesellschaft verantwortet. Von 17 bis 19 Uhr gestalteten regionale Fernseh- und Rundfunkgesellschaften das Programm. Ab August 2003 wechselten diese Sender allerdings zu UT-2.
Bis zum 13. April 2017 erweiterte sich somit der Sendezeitraum von 9:00 bis 23:00 Uhr, der dann auch von 1:18 bis 6:00 ausgeweitet wurde.
Mit Ausnahme der analogen sowie DVB-T2-Programme wurde ab dem 14. April 2017 ein 24-Stunden-Programm präsentiert. „Era“ stellte zum 1. August 2017 seinen Kanal als eigenständigen Sender ein und produziert seitdem das Morgenprogramm. Somit wird auf allen Übertragungswegen ein 24-Stunden-Programm gesendet.
Seit dem 1. Januar 2018 wird „UA:First Digital“ im DVB-T2-Netz rund um die Uhr ausgestrahlt.

## Sportübertragungen
2008 erwarb der Erste Nationale Sender für 4 Millionen Euro die Übertragungsrechte für die Fußball-Europameisterschaften 2008, die in der Schweiz und Österreich ausgetragen wurde. Verhandlungspartner war die in Deutschland ansässige Sportbusinessagentur SportFive, die als offizieller Partner der UEFA die Rechte verwaltet. Obwohl die NTCU die Exklusivrechte für die Ausstrahlung besaß, konnte auch Sport 1, die die zur Surface Group gehören, die Spiele senden, da bereits früher die Rechte für den Kabel- und Satellitenkanal erworben wurden.
„Perschyj Nazionalnyj“ kaufte auch die Exklusivrechte an den Olympischen Sommerspielen in Peking. Der Plan, über eine Unterlizenz auch über den Sender „Inter“ sowie den eigenen Sportkanal „Megasport“ zu senden, ist nicht umgesetzt worden.
2009 erwarb „Perschyj Nazionalnyj“ auch die Übertragungsrechte an der Champions League und der Europa League. Die Konkurrenzsender „Ukraine“ und „TET“ lehnten aufgrund der hohen Lizenzkosten den Kauf ab.
2011 kaufte „Cherwonenko Racing“ für „Perschyj Nazionalnyj“ die Übertragungsrechte an der Formel 1 auf dem Gebiet der Ukraine. Der Vertrag zwischen den beiden Parteien umfasste die Jahre 2011 bis 2013. Die Rennen der Formel-1-Weltmeisterschaft 2011 kommentierte Maxim Podzigun.